# Evangelisch-Lutherische Kirche in Bayern
| Logo der Evangelisch-Lutherische Kirche in Bayern | Logo der Evangelisch-Lutherische Kirche in Bayern |
| Karte                                             | Karte                                             |
| ------------------------------------------------- | ------------------------------------------------- |
|                                                   |                                                   |
| Basisdaten                                        |                                                   |
| Fläche:                                           | 70.547 km²                                        |
| Leitender Geistlicher:                            | Landesbischof Christian Kopp                      |
| Präsidentin der Synode:                           | Annekathrin Preidel                               |
| Leitung Landeskirchenamt:                         | Nikolaus Blum                                     |
| Mitgliedschaften:                                 | VELKD EKD ÖRK Lutherischer Weltbund               |
| Kirchenkreise:                                    | 6                                                 |
| Dekanatsbezirke:                                  | 63                                                |
| Kirchengemeinden:                                 | 1.530                                             |
| Gemeindeglieder:                                  | 2.143.233 (31. Dezember 2022)                     |
| Anteil der Ev. in % der Bev.:                     | 16,0 % (31. Dezember 2022)                        |
| Offizielle Website:                               | www.bayern-evangelisch.de/                        |

Die Evangelisch-Lutherische Kirche in Bayern (ELKB) ist eine von 20 Gliedkirchen (Landeskirchen) der Evangelischen Kirche in Deutschland (EKD). Sie hat ihren Sitz in München und ist wie alle Landeskirchen eine Körperschaft des öffentlichen Rechts.
Die Kirche hat 2.143.233 Gemeindemitglieder (Stand Dezember 2022) in 1.530 Kirchengemeinden und ist damit nach der Landeskirche Hannovers und der Kirche im Rheinland nach ihrer Mitgliederzahl die drittgrößte Landeskirche Deutschlands. Sie ist eine der lutherischen Kirchen innerhalb der EKD und Gliedkirche der Vereinigten Evangelisch-Lutherischen Kirchen Deutschlands (VELKD) und der Gemeinschaft Evangelischer Kirchen in Europa.
Offizielle Bischofskirche der Evangelisch-Lutherischen Kirche in Bayern ist St. Lorenz in Nürnberg; dort finden die Einführungen neuer Landesbischöfe statt. Predigtstätte des Landesbischofs, wenn er sich in München aufhält, ist St. Matthäus am Sendlinger Tor in München. Nachdem St. Matthäus in München faktisch die Funktionen einer Bischofskirche übernommen hat, wird sie in halboffiziellen Dokumenten als Bischofskirche bezeichnet.
Insgesamt besitzt die Kirche knapp 7.000 Immobilien in ganz Bayern, davon etwa 2.000 Kirchen und Kapellen. Im Rahmen des Projektes „Immobiliensicherung“ wird der komplette Immobilienbestand derzeit überprüft. Die Landeskirche unterhält eine Evangelische Akademie in Tutzing, die Augustana-Hochschule Neuendettelsau, die Evangelische Hochschule Nürnberg und die Hochschule für evangelische Kirchenmusik Bayreuth.

## Gebiet
Das Gebiet der „Evangelisch-Lutherischen Kirche in Bayern“ entspricht fast dem des Freistaates Bayern. Eine Ausnahme stellt die Kirchengemeinde in Mönchsroth dar, zu deren Gebiet auch das baden-württembergische Stödtlen gehört. Auch die Kirchengemeinde Hirschegg im Vorarlberger Kleinwalsertal gehört zur ELKB.

## Geschichte

### Bis zum Zweiten Weltkrieg

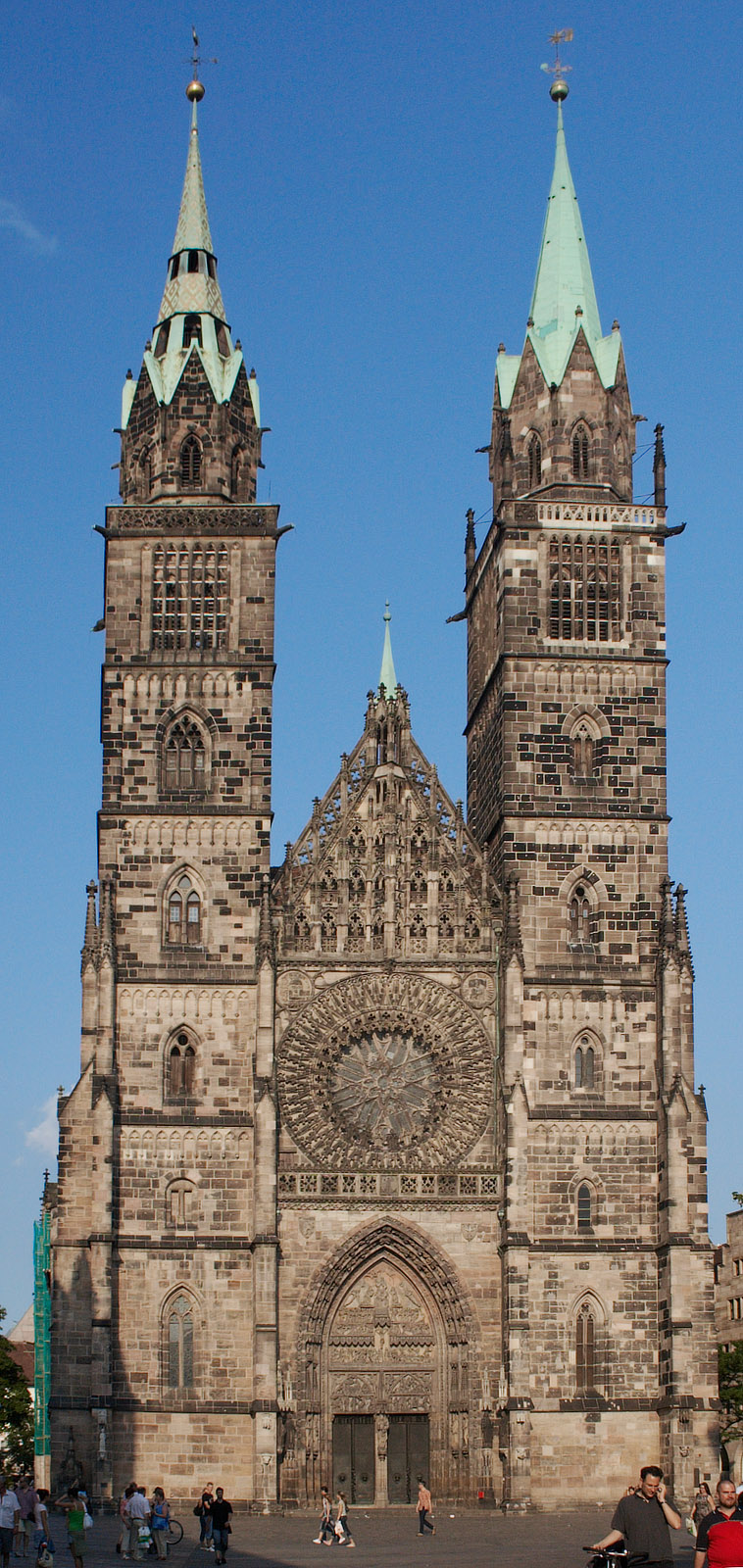
Bischofskirche St. Lorenz in Nürnberg

Das Herzogtum Bayern blieb auch nach der Reformation römisch-katholisch. Als zwischen 1806 und 1810 das zum Königreich gewordene Bayern um zahlreiche Herrschaftsgebiete erweitert wurde, gab es fortan innerhalb des Landes auch viele evangelische Gebiete, vor allem waren Teile Frankens (Markgraftümer Brandenburg-Ansbach und Brandenburg-Bayreuth) und einige Freie Reichsstädte (Nürnberg, Memmingen, Kempten, Weißenburg und Windsheim) evangelisch. Alle protestantischen (lutherische und reformierte) Gemeinden des Königreichs wurden daher 1806 zu einer Kirche vereinigt (Verwaltungsunion).
In den Gebieten „rechts des Rheins“, also im Hauptgebiet des Königreichs Bayern, wurde 1817 eine „Gesamtgemeinde“ unter einem staatlichen „Oberkonsistorium“ in München eingerichtet. Ab 1824 nannte sich die Protestantische Gesamtgemeinde in Bayern Protestantische Kirche. Die lutherischen und reformierten Gemeinden blieben dabei ihrem bisherigen Bekenntnis treu. Demgegenüber gab es in der linksrheinischen Rheinpfalz, die ab 1816 zu Bayern gehörte, ab 1818 eine Bekenntnisunion, in der sich ehemals reformierte und lutherische Gemeinden auf eine gemeinsame Lehre und Praxis einigten. Diese pfälzische Unionskirche unterstand zunächst ebenfalls dem gesamtbayerischen Oberkonsistorium in München, von dem sie 1848 unabhängig wurde.
Für die reformierten Gemeinden rechts des Rheins wurde 1853 eine selbständige Synode und eine eigene Kirchenleitung (das „Moderamen“) eingerichtet. 1918 traten die reformierten Gemeinden formal aus der Landeskirche aus und wurden selbständig (Evangelisch-reformierte Kirche in Bayern). Sie schloss sich später der Evangelisch-reformierten Kirche, die ihren Sitz in Leer (Ostfriesland) hat, an. Die Bayerische Landeskirche umfasste daher ab 1919 nur noch lutherische Gemeinden und wurde ab 1921 unter der Bezeichnung „Evangelisch-Lutherische Landeskirche in Bayern rechts des Rheins“ geführt. Nach dem 1920 erfolgten Beitritt des Freistaates Coburg zu Bayern schloss sich 1921 die „Evangelische Coburger Landeskirche“ an.
Früheres Oberhaupt der „Evangelischen Kirche in Bayern“ war der jeweilige König von Bayern als „summus episcopus“. Die Verwaltungsbehörde, das Oberkonsistorium in München, wurde von einem „Präsidenten“ geleitet. Nach dem Ersten Weltkrieg dankte der König in Bayern ab und es kam zum Ende des landesherrlichen Kirchenregiments. Als Oberhaupt fungierte daher zunächst der Präsident des Oberkonsistoriums. Dann erhielt die Landeskirche eine neue Verfassung. Oberhaupt war forthin ein Kirchenpräsident, der seit 1933 den Titel „Landesbischof“ führt. Die Verwaltungsbehörde wurde in „Landeskirchenamt“ umbenannt.

### Nach dem Zweiten Weltkrieg
Als nach dem Zweiten Weltkrieg die Rheinpfalz von Bayern abgetrennt wurde und zur Französischen Besatzungszone kam, erhielt die Landeskirche 1948 ihre heutige Bezeichnung „Evangelisch-Lutherische Kirche in Bayern“.

#### Neue Kirchenverfassung 1972/1999
Am 1. Januar 1972 trat die Kirchenverfassung vom 10. September 1971 in Kraft, die neue Akzente vor allem in den Abschnitten über die Kirchengliedschaft, das Amt des Pfarrers im Verhältnis zu den anderen kirchlichen Mitarbeitern, den Dekanatsbezirk als eigenständige „mittlere Ebene“, die besonderen Arbeitsbereiche und Arbeitsformen und in der Beschreibung des Amtes des Landesbischofs setzte, im Übrigen aber eine behutsame Fortentwicklung der Verfassung von 1920 darstellte.
Eine umfassende Überprüfung der Verfassungsstrukturen in den 1990er Jahren führte zur Novelle der Kirchenverfassung vom 6. Dezember 1999, die mit Wirkung vom 1. Januar 2000 u. a. eine Neuordnung des kirchlichen Mitgliedschaftsrechts, die Ermöglichung des – seit 1993 bereits erprobungsweise zugelassenen – Laienvorsitzes im Kirchenvorstand, die Einführung der Amtsbezeichnung „Regionalbischof/Regionalbischöfin“ für die bisherigen Kreisdekane und die Einführung einer Amtszeitbegrenzung für den Landesbischof (einmalige Wahl für zwölf Jahre) und die weiteren Mitglieder des Landeskirchenrates (Wahl für zehn Jahre mit der Möglichkeit der Wiederwahl) beinhaltete.

#### Theologische Haltungen
1997 hat die Synode der Evangelisch-Lutherischen Kirche in Bayern eine Stellungnahme zur Mitverantwortung der Kirche an den Hexenprozessen veröffentlicht. Die Frauenordination sowie die Segnung gleichgeschlechtlicher Paare sind in der Evangelisch-Lutherischen Kirche in Bayern möglich.

## Leitung
Die kirchenleitenden Organe der Evangelisch-Lutherischen Kirche in Bayern sind die Landessynode, der Landessynodalausschuss, der Landeskirchenrat und der Landesbischof.

### Landessynode und Landessynodalausschuss
Das „Parlament“ der Landeskirche ist die Landessynode. Ihre Mitglieder, die Synodalen, werden durch die Kirchenvorsteherinnen und Kirchenvorsteher der einzelnen Gemeinden gewählt. Die Aufgaben der Synode sind denen politischer Parlamente vergleichbar, allerdings mit Gültigkeit auf die ELKB beschränkt.
Der Landessynodalausschuss nimmt die Aufgaben der Synode außerhalb ihrer zwei Tagungen im Jahr wahr. Ihm gehören das Präsidium der Synode und 12 weitere gewählte Synodale an. Die Präsidentin der Synode leitet auch den Landessynodalausschuss.
Vorsitzender der Landessynode ist der Präsident der Synode beziehungsweise die Präsidentin der Synode.
Präsidenten und Präsidentinnen der Synode
- 1917–1920: Friedrich Veit
- 1920–1922: Wilhelm Freiherr von Pechmann
- 1923–1931: Philipp Bachmann
- 1931–1940: Robert Bracker
- 194600000: Wilhelm Eichhorn
- 1947–1959: Hans Meinzolt
- 1960–1983: Karl Burckhart
- 1984–1990: Karl-Heinz Schwab
- 1990–2002: Dieter Haack
- 2002–2008: Heidi Schülke
- 2008–2014: Dorothea Deneke-Stoll
- 2014–0000: Annekathrin Preidel

### Landeskirchenrat und Landesbischof

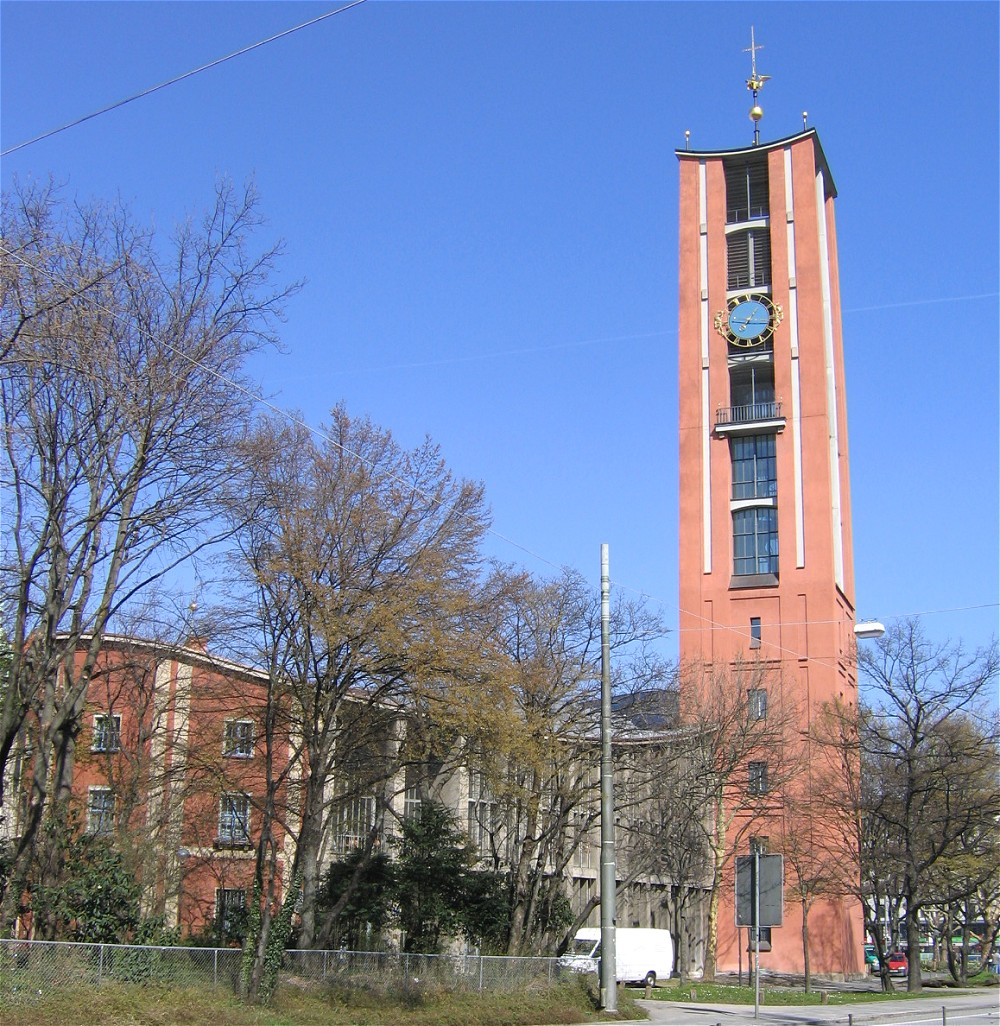
Matthäuskirche in München, Predigtstätte des Landesbischofs

An der Spitze des Landeskirchenrates steht der Landesbischof (bis 1933 „Kirchenpräsident“), der alle zwölf Jahre von der Landessynode gewählt wird. Seine Amtszeit endet mit der Vollendung seines 65. Lebensjahres. Vorher kann ihn die Landessynode unter gewissen Voraussetzungen abberufen. Der Landeskirchenrat besteht aus dem Landesbischof und den Oberkirchenräten der ELKB.
Oberkonsistorialpräsidenten, Kirchenpräsidenten und Landesbischöfe
- 1818–1828: Carl August von Seckendorff, Oberkonsistorialpräsident
- 1828–1848: Karl Friedrich von Roth, Oberkonsistorialpräsident
- 1848–1852: Friedrich Christian von Arnold, Oberkonsistorialpräsident
- 1852–1879: Adolf von Harleß, Oberkonsistorialpräsident
- 1879–1882: Johann Matthias Meyer, Oberkonsistorialpräsident
- 1883–1897: Adolf von Stählin, Oberkonsistorialpräsident
- 1897–1909: Alexander von Schneider, Oberkonsistorialpräsident
- 1909–1917: Hermann Bezzel, Oberkonsistorialpräsident
- 1917–1933: Friedrich Veit, Kirchenpräsident (bis 1921 Oberkonsistorialpräsident)
- 1933–1955: Hans Meiser
- 1955–1975: Hermann Dietzfelbinger
- 1975–1994: Johannes Hanselmann
- 1994–1999: Hermann von Loewenich
- 1999–2011: Johannes Friedrich
- 2011–2023: Heinrich Bedford-Strohm
- 2023–0000: Christian Kopp

## Verwaltung

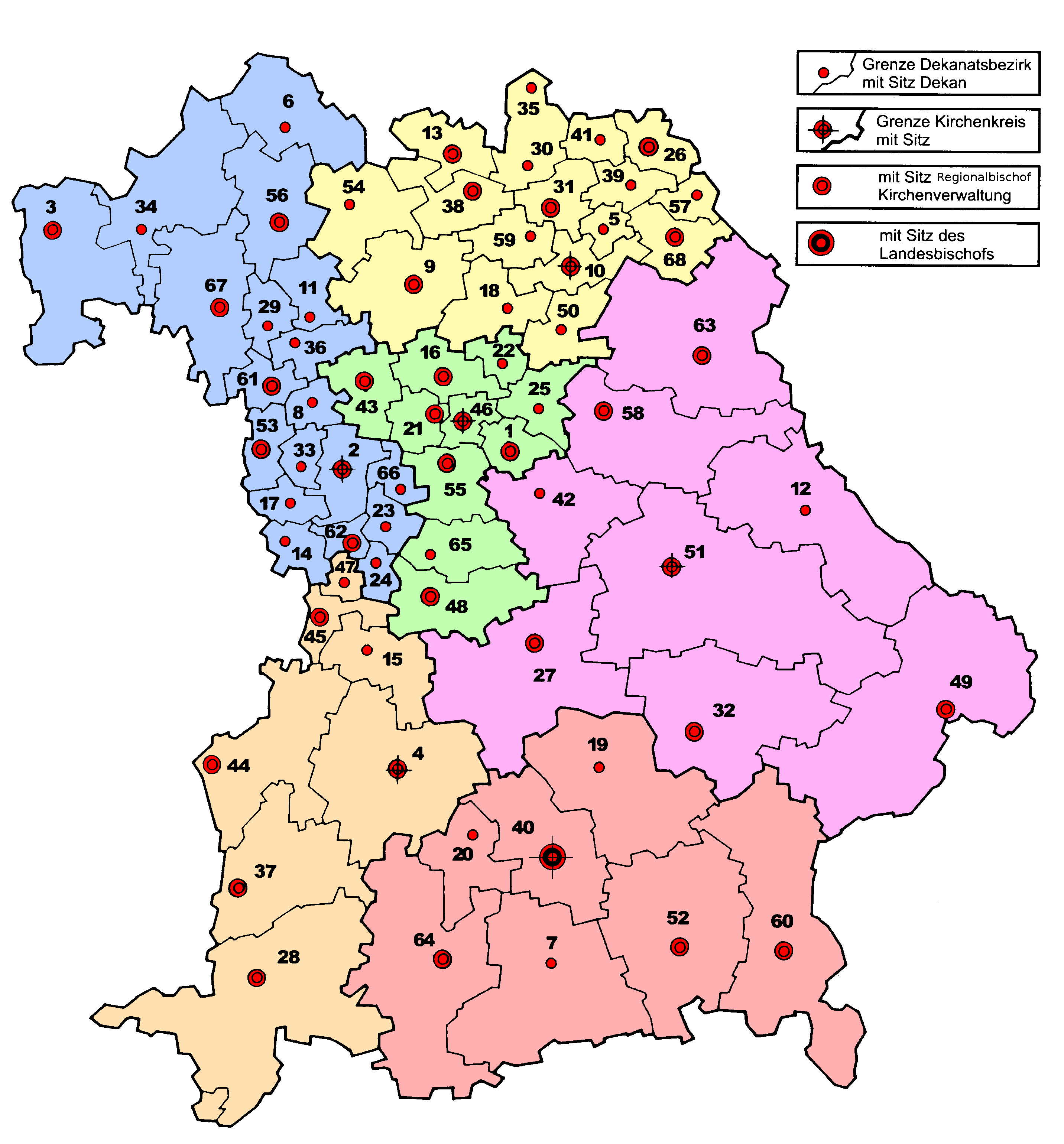
Kirchenkreise mit Dekanatsbezirken (Stand 2024; seither sind die drei südlichen Kirchenkreise zu einem einzigen zusammengeschlossen worden):
Ansbach-Würzburg
Augsburg
Bayreuth
München
Nürnberg
Regensburg
----
1 Altdorf, 2 Ansbach, 3 Aschaffenburg, 4 Augsburg, 5 Bad Berneck, 6 Bad Neustadt/Saale, 7 Bad Tölz, 8 Bad Windsheim, 9 Bamberg, 10 Bayreuth, 11 Castell, 12 Cham, 13 Coburg, 14 Dinkelsbühl, 15 Donauwörth, 16 Erlangen, 17 Feuchtwangen, 18 Forchheim (Sitz Muggendorf), 19 Freising, 20 Fürstenfeldbruck, 21 Fürth, 22 Gräfenberg, 23 Gunzenhausen, 24 Heidenheim, 25 Hersbruck, 26 Hof, 27 Ingolstadt, 28 Kempten, 29 Kitzingen, 30 Kronach-Ludwigsstadt (seit 2010), 31 Kulmbach, 32 Landshut, 33 Leutershausen, 34 Lohr a. Main, 35 Kronach-Ludwigsstadt (seit 2010), 36 Markt Einersheim, 37 Memmingen, 38 Michelau, 39 Münchberg, 40 München, 41 Naila, 42 Neumarkt, 43 Neustadt a.d.Aisch, 44 Neu-Ulm, 45 Nördlingen, 46 Nürnberg, 47 Oettingen, 48 Pappenheim, 49 Passau, 50 Pegnitz, 51 Regensburg, 52 Rosenheim, 53 Rothenburg o.d. Tauber, 54 Rügheim, 55 Schwabach, 56 Schweinfurt, 57 Selb, 58 Sulzbach-Rosenberg, 59 Thurnau, 60 Traunstein, 61 Uffenheim, 62 Wassertrüdingen, 63 Weiden, 64 Weilheim, 65 Weißenburg, 66 Windsbach, 67 Würzburg, 68 Wunsiedel

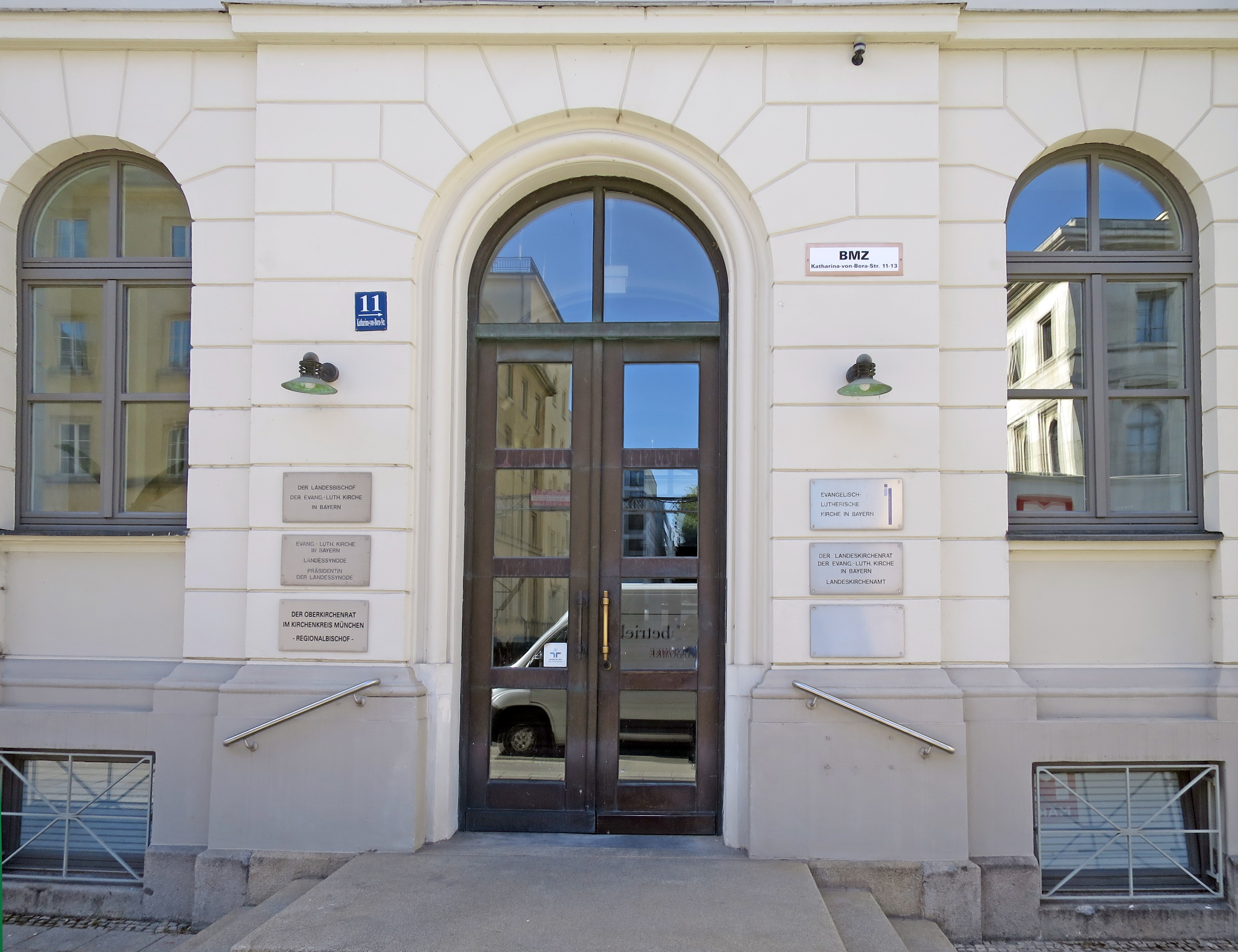
Landeskirchenamt in München

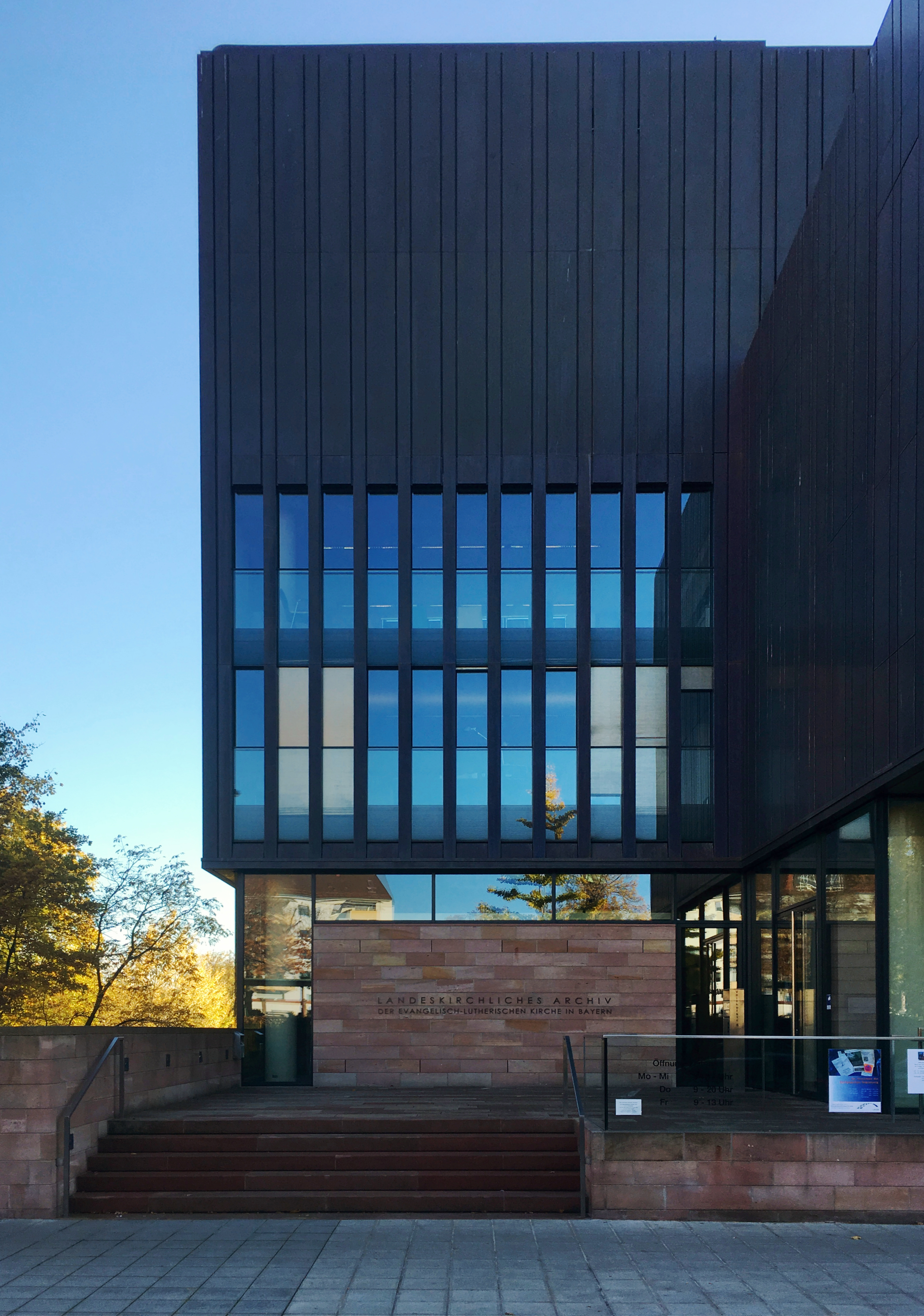
Eingang des Landeskirchlichen Archivs in Nürnberg

### Landeskirchenamt und Verwaltungshierarchie
Der Landesbischof ist Vorsitzender des Landeskirchenrats (LKR), also des ständigen Leitungsgremiums der Kirche („Regierung“ der Kirche), dem die Leiter der jeweiligen Abteilungen des Landeskirchenamtes München sowie die sechs Regionalbischöfe angehören. Die Mitglieder führen den Titel „Oberkirchenrat“. Dieses Kollegium tagt in der Regel einmal im Monat im Landeskirchenamt.
In der Verwaltungshierarchie ist die Landeskirche von unten nach oben wie folgt aufgebaut:
An der Basis stehen die Kirchengemeinden als Körperschaften des öffentlichen Rechts mit gewählten Kirchenvorständen. Die Mitglieder des Kirchenvorstands heißen „Kirchenvorsteher“. Mehrere Kirchengemeinden bilden zusammen einen Dekanatsbezirk (in der allgemeinen Verwaltung einem Landkreis vergleichbar), an dessen Spitze eine Dekanin, ein Dekan oder ein Dekaneehepaar steht. Die Dekanatsbezirke sind ebenfalls Körperschaften des öffentlichen Rechts und haben als Gremium die Dekanatssynode, deren Mitglieder von den jeweiligen Kirchengemeinden bestellt werden.
Mehrere Dekanatsbezirke bilden zusammen einen Kirchenkreis (in der allgemeinen Verwaltung einem Regierungsbezirk vergleichbar), an dessen Spitze eine Oberkirchenrätin oder ein Oberkirchenrat steht, die/der zugleich den Titel Regionalbischöfin/Regionalbischof führt. Von 2006 bis 2020 teilte sich im Kirchenkreis Nürnberg ein Ehepaar diese Funktion. Diese Verwaltungsebene hat kein Gremium. Die 6 Kirchenkreise bilden zusammen die Landeskirche (in der allgemeinen Verwaltung dem Bundesland vergleichbar).

### Kirchenkreise
Im Jahr 1921 wurden in der Bayerischen Landeskirche Kirchenkreise eingerichtet. Ursprünglich gab es nur drei Kirchenkreise (Ansbach, München, Bayreuth). Aus kirchenpolitischen Erwägungen wurde 1935 vom Kirchenkreis Bayreuth das Gebiet um Nürnberg zum eigenen Kirchenkreis erklärt. Nach dem Zweiten Weltkrieg erforderte die Situation der Heimatvertriebenen evangelischen Bekenntnisses in ursprünglich rein katholischen Gegenden die Errichtung eigener Kirchenkreise für Ostbayern (1951) und Schwaben (1971).
Damit gab es sechs Kirchenkreise:
- Kirchenkreis Ansbach-Würzburg (ab 1921; bis 1987 als Kirchenkreis Ansbach)
- Kirchenkreis Augsburg (ab 1971)
- Kirchenkreis Bayreuth (seit 1921)
- Kirchenkreis München (ab 1921)
- Kirchenkreis Nürnberg (seit 1935)
- Kirchenkreis Regensburg (ab 1951)

Mit Beschluss der Synode von November 2024 wurde die Zahl der Kirchenkreise per Anfang Januar 2025 von sechs auf vier reduziert. Dabei blieben die Kirchenkreise Ansbach-Würzburg, Bayreuth und Nürnberg erhalten, während Augsburg, München und Regensburg zum Kirchenkreis Schwaben-Altbayern zusammengefasst wurden. Im Vorfeld des Synodenbeschlusses war auch eine Lösung im Gespräch, die Gebietsneuaufteilungen vorgesehen hätte.
Damit gibt es heute vier Kirchenkreise:
- Kirchenkreis Ansbach-Würzburg (seit 1921)
- Kirchenkreis Bayreuth (seit 1921)
- Kirchenkreis Nürnberg (seit 1935)
- Kirchenkreis Schwaben-Altbayern (seit 2025)

### Dekanate und Kirchengemeinden
Die 66 Dekanatsbezirke sind in 1537 Kirchengemeinden unterteilt. Diese Zahl war bei Bildung der Kirchengemeinden wohl etwas geringer. Im Laufe der folgenden Jahre hat sich die Zahl jedoch erhöht, da meist in Städten durch Zuzüge die Kirchengemeinden so groß wurden, dass man sie aufteilte und damit neue Kirchengemeinden entstanden. Darüber hinaus entstanden auch in bislang überwiegend katholischen Gebieten durch Zuzüge von Protestanten neue Kirchengemeinden, deren Gebiet sich gelegentlich auch auf mehrere Orte erstrecken kann.

### Amt für Gemeindedienst
Das Amt für Gemeindedienst, 1935 als Volksmissionarisches Amt gegründet, ist eine übergemeindliche zentrale Dienstleistungs-Einrichtung der Landeskirche Bayerns. Das Amt hat 37 Beschäftigte (Stand: 2012). In ihm werden verschiedenste Dienste und Aufgabengebiete wie z. B.: Gemeindeaufbau-Entwicklung, Altenheimseelsorge, Kindergottesdienstarbeit u. a. zentral verwaltet, Materialien auf- und vorbereitet und den Beschäftigten der Kirche (Haupt- und Nebenamtliche, sowie Ehrenamtliche) zur Verfügung gestellt. Das Amt für Gemeindedienst bietet Fort- und Weiterbildungen an und berät die Gemeinden. Der Amtssitz ist in Nürnberg.

### Pfründestiftungsverband
Seit 1935 vertritt und verwaltet der Pfründestiftungsverband die zahlreichen Pfründestiftungen im Gebiet der Landeskirche.

### Kirchlicher Entwicklungsdienst
Die Bayerische Landeskirche griff eine Anregung der Vollversammlung des Ökumenischen Rates der Kirchen 1968 in Uppsala sowie der Synode der Evangelischen Kirche in Deutschland im selben Jahr auf, anfangs 2 %, später 5 % des Kirchensteueraufkommens für Vorhaben der Entwicklungshilfe (so die damals übliche Bezeichnung) einzusetzen. Dazu wurde 1970 – ähnlich wie in anderen Landeskirchen – der Kirchliche Entwicklungsdienst (KED) der Bayerischen Landeskirche (amtlich: „Kirchlicher Entwicklungsdienst der Evangelisch-Lutherischen Kirche in Bayern“) gegründet. Der KED ging 1999 im Evangelischen Entwicklungsdienst (EED) auf.

## Bedeutende Persönlichkeiten
- Werner Elert (1885–1954), Theologe
- Friedrich Högner (1897–1981), Landeskirchenmusikdirektor, Komponist
- Friedrich Wilhelm Hopf (1910–1982), Pfarrer und Missionsdirektor der Lutherischen Kirchenmission
- Wilhelm Löhe (1808–1872), Theologe und Gründer eines Mutterhauses für Diakonissen
- Hermann Sasse (1895–1976), Theologe in Deutschland und Australien
- Therese Stählin (1839–1928), Diakonisse und Oberin der Diakonissenanstalt Neuendettelsau

## Sonstiges
Weiterführende Informationen und Fakten sind im Landeskirchlichen Archiv der ELKB in Nürnberg für die Öffentlichkeit zugänglich.

### Allgemeines
- Amts-Handbuch für die Protestantischen Geistlichen des Königreiches Baiern. Verlag der allgemeinen protestantischen Pfarrwittwen-Casse, Sulzbach 1821, OCLC 1046438866 (Digitalisat).
- Hartmut Böttcher, Gerhard Grethlein, Werner Hofmann, Hans-Peter Hübner: Evangelisches Kirchenrecht in Bayern. Claudius, München 1994, ISBN 3-532-62166-5.
- Hans-Peter Hübner, Klaus Raschzok (Hrsg.): Evangelische Friedhöfe in Bayern. Franz Schiermeier Verlag München, München 2021, ISBN 978-3-948974-04-6.
- Gerhard Müller, Horst Weigelt, Wolfgang Zorn (Hrsg.): Handbuch der Geschichte der evangelischen Kirche in Bayern. Band II: 1800–2000. EOS-Verlag, St. Ottilien 2000, ISBN 3-8306-7042-7.
- Matthias Simon: Evangelische Kirchengeschichte Bayerns. 2. Aufl., Nürnberg 1952.
- Axel Töllner: Eine Frage der Rasse? Die Evangelisch-Lutherische Kirche in Bayern, der Arierparagraf und die bayerischen Pfarrfamilien mit jüdischen Vorfahren im ‚Dritten Reich‘ (= Konfession und Gesellschaft. Beiträge zur Zeitgeschichte. Band 36). W. Kohlhammer, Stuttgart 2007, ISBN 978-3-17-019692-6.

### Gesangbücher
Die Gemeinden der Evangelisch-Lutherischen Kirche in Bayern singen beziehungsweise sangen in den letzten Jahrzehnten vor allem aus folgenden Gesangbüchern:
- Gesangbuch für die protestantische Gesamt-Gemeinde des Königreichs Baiern, Sulzbach; eingeführt durch Genehmigung des Königs Maximilian Joseph vom 26. Dezember 1810; später unter dem Titel „Gesangbuch für die protestantische Kirche des Königreichs Bayern“
- Gesangbuch für die evangelisch-lutherische Kirche in Bayern, Nürnberg, 1854
- Gesangbuch für die Evangelisch-Lutherische Kirche in Bayern, Ansbach; eingeführt durch Beschluss der Landessynode vom 6. September 1927 zum 1. April 1928
- Gesangbuch für die Evangelisch-Lutherische Kirche in Bayern, so genanntes „Übergangsgesangbuch“ mit Liedern des Evangelischen Kirchengesangbuchs (EKG), Ansbach, eingeführt durch Beschluss der Landessynode vom 6. September 1927 sowie des Anhangs durch Beschluss der Landessynode vom 20. September 1950
- Evangelisches Kirchengesangbuch, Ausgabe für die Evangelisch-Lutherische Kirche in Bayern, München; eingeführt durch Beschluss der Landessynode vom 3. Mai 1957
- Evangelisches Gesangbuch, Ausgabe für die Evangelisch-Lutherischen Kirchen in Bayern und Thüringen, München und Weimar, eingeführt am 1. Advent 1994

### Kirche + Kunst
Der Verein für Christliche Kunst in der Evangelisch-Lutherischen Kirche in Bayern gibt seit dem Jahr 1909 die Zeitschrift Kirche + Kunst heraus.